# Lionel King, 3. Earl of Lovelace

Wappen des Earl of Lovelace

Lionel Fortescue King, 3. Earl of Lovelace DSO DL JP (Geburtsname: Lionel Fortescue Noel-King; * 16. November 1865; † 5. Oktober 1929) war ein britischer Adeliger und Politiker, der zwischen 1906 und 1929 als Earl of Lovelace Mitglied des House of Lords war.

## Leben
Noel-King war das vierte Kind und jüngste Sohn von William King-Noel, 1. Earl of Lovelace und dessen zweiter Ehefrau Jane Crawford Jenkins. Nach dem Besuch des renommierten Eton College absolvierte er eine Ausbildung zum Offizier an der Royal Military Academy Sandhurst (RMAS). Danach fand er Verwendung als Hauptmann im Kavallerieregiment der 9th Queen’s Royal Lancers und wurde für seine Verdienste mit dem Distinguished Service Order (DSO) ausgezeichnet. Zuletzt diente er als Major im Infanterieregiment der Royal Northumberland Fusiliers.
Beim Tod seines Halbbruders Ralph King-Milbanke, 2. Earl of Lovelace am 28. August 1906 erbte er dessen Adelstitel als 3. Earl of Lovelace, 3. Viscount Ockham und 10. Baron King. Dadurch wurde er zugleich Mitglied des House of Lords, dem er bis zu seinem Tod 1929 angehörte. Mit königlicher Genehmigung (Royal Licence) vom 5. Mai 1908 änderte er seinen Familiennamen von Noel-King zu King. Zeitweilig war er Friedensrichter (Justice of the Peace) sowie Deputy Lieutenant von Surrey.
Am 29. April 1895 heiratete er Lady Edith Anson, eine Tochter des Thomas Anson, 2. Earl of Lichfield. Aus dieser Ehe gingen drei Töchter und ein Sohn hervor. 
Die älteste Tochter Evelyn Catherine King war in erster Ehe mit Major-General Miles William Arthur Peel Graham sowie in zweiter Ehe mit Colin Patrick verheiratet, der zwischen 1931 und seinem Tod 1942 Mitglied des House of Commons war und in diesem für die Conservative Party den Wahlkreis Tavistock vertrat. Die zweite Tochter Phyllis Edith King war mit William Edward David Allen verheiratet, der von 1929 bis 1931 für die Conservative Party den Wahlkreis Belfast West als Abgeordneter im Unterhaus vertrat. Die jüngste Tochter Rosemary Diana King war in erster Ehe mit Lieutenant-Colonel Alistair Monteith Gibb und in zweiter Ehe mit Martin de Hosszu verheiratet.
Sein einziger Sohn Peter Malcolm King erbte bei seinem Tod seine Adelstitel als 4. Earl of Lovelace.